# Vol Cargolux 7933
Le vol Cargolux 7933 était un vol de la compagnie aérienne de transport de fret luxembourgeoise Cargolux qui connut un incident grave lors de son atterrissage le 21 janvier 2010 à l'aéroport de Luxembourg-Findel. Le Boeing 747-4R7F heurta en effet une camionnette de maintenance de la piste avec l'un de ses trains d'atterrissage. 
Il n'y eut aucune victime, seul l'occupant de la camionnette fut légèrement blessé mais cette dernière fut détruite. Quant à l'avion, il ne subit que quelques dégâts à l'un de ses pneus. 
L'accident fut attribué à une erreur de communication de la part du contrôleur aérien luxembourgeois. 
Bien que mineur, c'est le seul accident que connut Cargolux depuis sa fondation en 1970.

## L'appareil
L'avion était un Boeing 747-4R7F, la version cargo du 747, immatriculé « LX-OCV » et nommé City of Differdange. C'est l'un des 14 Boeing 747F en service chez Cargolux à ce moment-là.

## Déroulement de l'accident
Le Boeing 747-4R7F assurant le vol 7933 décolla de l'aéroport international de Hong-Kong le 20 janvier 2010, pour une première escale à l'Aéroport international Heydar Aliyev de Bakou, puis une seconde à Barcelone-El Prat, pour enfin revenir à l'aéroport du Findel, le 21 janvier.
L'approche se déroula parfaitement normalement et l'appareil, composé des deux pilotes réglementaires plus d'un passager, reçut l'autorisation d'atterrir sur la piste 24 de la part de la tour de contrôle de Luxembourg. La visibilité n'était pas très bonne, 330 pieds (environ 100 mètres) et la portée visuelle de la piste était de 1 150 pieds (soit 350 mètres), mais c'était largement dans les normes standard pour atterrir.
Cependant, à 12 h 53, au moment de toucher la piste, l'un des pneus du 747 heurta le toit d'une camionnette de maintenance qui se trouvait sur la piste afin d'entretenir les lampes de celle-ci. Le conducteur fut blessé par le choc entre les deux appareils, mais sans gravité. La camionnette, elle, subit de lourds dégâts. Quant à l'avion, seul l'un de ses pneus fut endommagé et remplacé.
Dans le rapport officiel rendu par le ministère de l'Intérieur luxembourgeois on apprendra que les pilotes ont vu, au dernier moment, la camionnette, mais qu'il était trop tard pour effectuer une remise des gaz. Des tests furent ensuite menés pour voir si cette remise des gaz aurait pu éviter le choc et tous révélèrent que non.

## Causes
Une enquête fut menée par le Ministère des transports luxembourgeois et l'Administration des enquêtes techniques et rendu final le 10 décembre 2012. Ils déterminèrent que les causes furent dues à plusieurs erreurs de communication de la part des contrôleurs de la tour de contrôle de l'aéroport. 
Parmi elles, le fait que les communications furent établies sur des fréquences radio différentes entre la tour et l'avion et la tour et la camionnette, ce qui induit que l'un n'était pas au courant de la présence de l'autre, bien que chacun ait reçu la permission soit d’atterrir soit d'entrer sur la piste alors en service. Un autre point mis en évidence par le rapport fut la violation des règlements de phraséologie aéronautique standard dans les communications radios avec les contrôleurs aériens. Pour finir, les enquêteurs s'interrogèrent sur la nécessité de la présence de la camionnette de maintenance à ce moment-là alors que la visibilité était mauvaise.

## Conséquences
Des sanctions disciplinaires furent entreprises à l'égard des contrôleurs aériens en service à ce moment-là et douze recommandations officielles furent adressées à l'aéroport de Luxembourg par les enquêteurs de l'Administration des enquêtes techniques, conjointement avec le NTSB (puisque l'appareil impliqué est d'origine américaine). Celles-ci concernèrent notamment l'usage de la phraséologie standard, d'une même fréquence radio pour les intervenants ainsi que la nécessité de se conformer aux règles de l'OACI requérant que les communications du trafic aérien soient enregistrées pour une période d'au moins 24h.